# Dirrty
„Dirrty” – piosenka R&B stworzona na czwarty album studyjny amerykańskiej wokalistki Christiny Aguilery pt. Stripped (2002). Wyprodukowany przez Aguilerę i Danę „Rockwildera” Stinsona oraz nagrany z gościnnym udziałem rapera Redmana, utwór wydany został jako pierwszy singel promujący krążek 14 września 2002 roku. W 2003 kompozycja została nominowana do nagrody Grammy w kategorii najlepsza współpraca wokalna – muzyka pop.
Utwór spotkał się z różnorodnymi opiniami krytyków muzycznych, a także odniósł ogromny sukces komercyjny. Choć w Stanach Zjednoczonych dotarł do czterdziestej ósmej pozycji w notowaniu Billboard Hot 100, stając się wówczas najmniej sukcesywnym singlem artystki w tym kraju, na terenie Wielkiej Brytanii cieszył się już miażdżącą popularnością i osiągnął miejsce #1 zestawienia UK Singles Chart. „Dirrty” okazało się europejskim przebojem końca 2002 roku, plasując się wysoko na listach przebojów w Irlandii, Niemczech, Holandii, Hiszpanii czy Szwajcarii.
Piosenkę promował kontrowersyjny wideoklip, nakręcony przez Davida LaChapelle’a. Definitywnie zmienił on wizerunek Aguilery, która z idolki nastoletnich dziewcząt przeistoczyła się w wyuzdaną, pewną swej seksualności młodą artystkę.

## Informacje o utworze

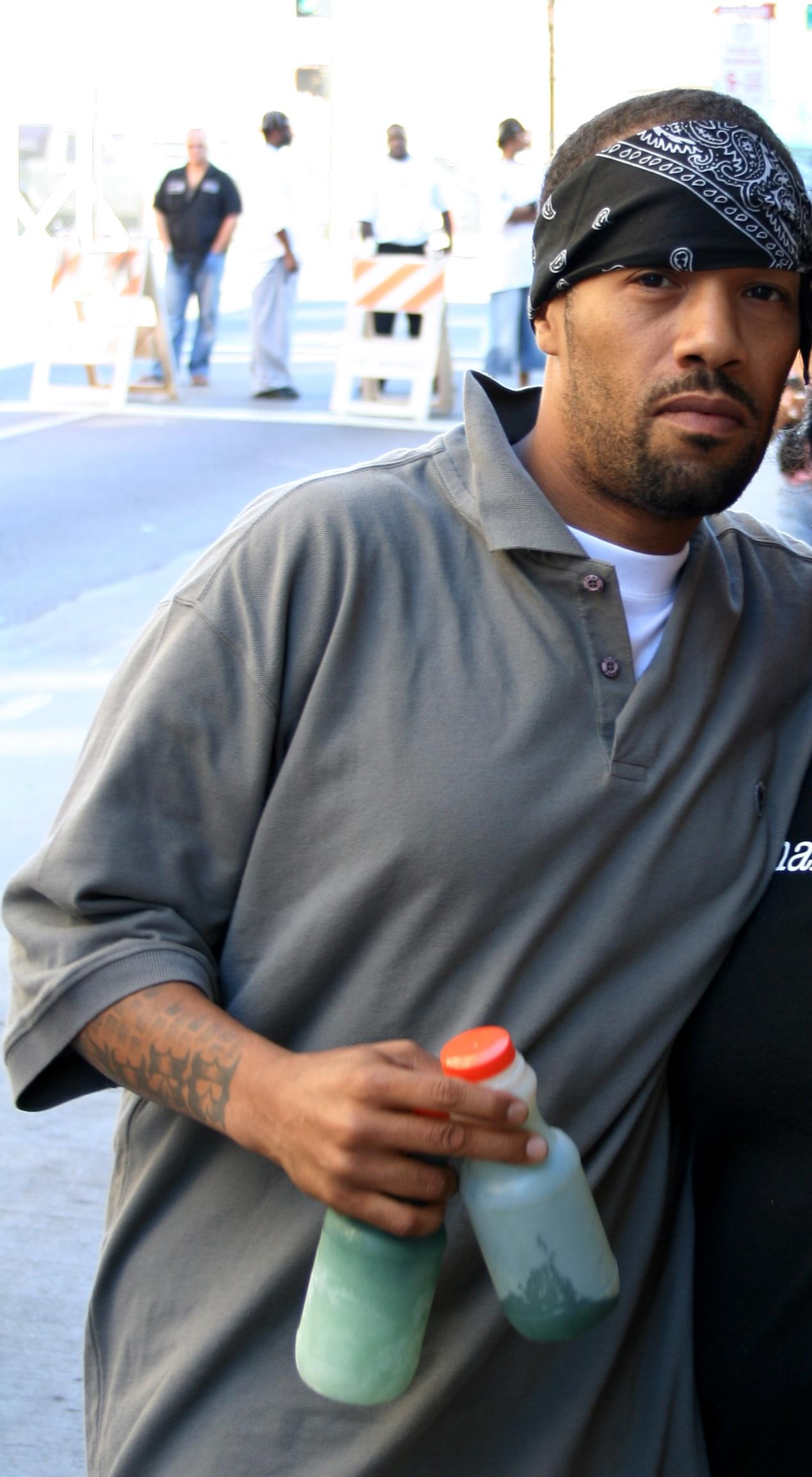
Raper Redman nie tylko wziął udział w nagrywaniu utworu, ale jest też jego współautorem.

Piosenka „Dirrty” została skomponowana przez Christinę Aguilerę, Danę „Rockwildera” Stinsona, Balewę Muhammeda, Jaspera Camerona i hip-hopowca Redmana, który ostatecznie gościnnie w niej zarapował. Powstała także w oparciu o jeden z singli rapera, „Let’s Get Dirty (I Can’t Get in da Club)” (2001). Z Rockwilderem Aguilera miała okazję nawiązać współpracę już podczas produkcji coveru szlagiera „Lady Marmalade” (2001) z repertuaru Patti LaBelle. W późnym etapie nagrywania albumu Stripped zwróciła się do producenta z chęcią powtórnej kolaboracji, chcąc stworzyć piosenkę „brudną i niegrzeczną”, która pomoże jej we wzbudzeniu wokół siebie medialnego szumu. Nagranie realizowano w 2002 roku w pracowni Royal Z Entertainment budynku The Enterprise Studios w Burbank oraz w hollywoodzkim Conway Studios. „Dirrty” to dance-popowy utwór o popowo-hiphopowej stylistyce, wzbogacony o brzmienia typowe dla muzyki elektronicznej. Komponowany był w tonacji g-moll. Treść utworu dotyka czynności seksualnych, takich jak taniec erotyczny. Według wykonawczyni, „Dirrty” jest utworem opowiadającym o czasie, gdy leczyła się ona ze złamanego serca bawiąc się w klubach muzycznych. Kompozycję nagrywano w 2002 roku w dwóch kalifornijskich studiach: The Enterprise Studios w Burbank oraz Conway Studios w Hollywood. Aguilera zastosowała w tytule piosenki błąd ortograficzny, celem jego spersonalizowania (właściwy zapis anglojęzycznego przymiotnika „brudny” to dirty). Rozważała także nadanie utworowi tytułów „Dirtee” lub „Dirdee”. W 2006 na swym piątym albumie studyjnym Back to Basics Aguilera zawarła piosenkę „Still Dirrty”, kontynuującą wątek tematyczny przedstawiony w utworze niniejszym. Po latach, w listopadzie 2012 roku, redaktorzy magazynu Billboard uwzględnili transformację, jaką Aguilera przeszła po wydaniu singla „Dirrty” (zerwanie z wizerunkiem idolki nastoletnich dziewcząt) na liście dziesięciu najważniejszych momentów jej kariery.

### Obecność w kulturze masowej
Nawiązanie do utworu padło w singlowej kompozycji „Show Me Your Soul”, którą P. Diddy, Lenny Kravitz i Pharrell Williams nagrali z myślą o ścieżce dźwiękowej filmu Bad Boys II (2003). Piosenka stała się podmiotem coverów i parodii. Najbardziej znaną parodią jest utwór „Dirty” w wykonaniu Baby Christiny, zrealizowany jako pastisz dla strony internetowej flowgo.com. Wersje coverowe nagrały takie zespoły, jak Hanson, Dirty Loops i Friski. W styczniu 2003 fragment nagrania wykorzystany został w czternastym odcinku piątego sezonu sitcomu Will i Grace, w scenie, w której Will (Eric McCormack) i Jack (Sean Hayes) uczą Barry’ego (Dan Futterman), jak tańczyć seksownie.
Na początku maja 2015 komik Stephen Merchant wziął udział w programie telewizji Spike Lip Sync Battle, gdzie wykonał piosenkę przed zgromadzoną w studio publicznością. W październiku tego roku „Dirrty” został zaśpiewany przez aktorkę Zofię Zborowską podczas jednego z odcinków programu telewizyjnego Twoja twarz brzmi znajomo. W styczniu 2016 roku kreacja noszona przez Aguilerę w teledysku do piosenki zainspirowała kolekcję brytyjskiego projektanta mody Bobby’ego Ableya. W kwietniu 2016 piosenkarka Josephine Wendel zinterpretowała utwór na łamach greckiej edycji programu Twoja twarz brzmi znajomo. Dwa miesiące później aktor Ashton Kutcher ujawnił za pośrednictwem swojego konta na Facebooku, że jest fanem piosenki, dodając: „Nie ma to jak pop z początku lat dwutysięcznych”. W czerwcu 2017 utwór stał się częścią nowojorskiej manifestacji LGBT, NYC Pride, gdzie wykonany został przez duet Years & Years. Singel Louisy Johnson, „Yes” (2018), został zainspirowany brzmieniem „Dirrty”. Drag queens Monique Heart i Vanessa Vanjie Mateo – uczestniczki dziesiątej edycji programu RuPaul’s Drag Race – wskazały „Dirrty” jako swoją ulubioną piosenkę Aguilery. Amerykańska piosenkarka Halsey przyznała, że wideoklip do utworu wpłynął na stylistykę jej własnego teledysku – do singlowej piosenki „You Should Be Sad” (2020). Inspiracje klipem do „Dirrty” można też dostrzec w teledysku „My My My!” Troye’a Sivana (2018).
Cover utworu pojawia się w odcinku serialu The CW Katy Keene (2020).

## Wydanie singla
Linda Perry, która pracowała z Aguilerą nad balladą „Beautiful”, wyznała w jednym z udzielonych wywiadów, że wspólnie z menadżerstwem wokalistki zalecała jej wydanie utworu przez siebie współtworzonego jako głównego, inauguracyjnego singla z krążka Stripped. Aguilera i zarządcy RCA Records działali według własnego planu, publikując najpierw singel „Dirrty”, a następnie „Beautiful”. Celem tego zabiegu było zwrócenie uwagi mediów na kontrowersyjny materiał (był on następnie promowany mocno erotycznym wideoklipem), a co za tym idzie – także na album, z którego pochodził. 16 października 2002 piosenkę wydano w Stanach Zjednoczonych, a na przestrzeni października i listopada w krajach europejskich. Niemiecka premiera singla przypadła na 14 października, francuska – 18 października, a brytyjska – 11 listopada. Jesienią 2002 single CD „Dirrty” opublikowano także na terenie Australii i Kanady.
Utwór spotkał się z powodzeniem komercyjnym na całym świecie, lecz odniósł umiarkowany sukces na listach przebojów w Ameryce Północnej. W Stanach Zjednoczonych osiągnął zaledwie czterdziestą ósmą pozycję zestawienia Billboard Hot 100, co – w porównaniu do przebojowości czterech singli z debiutanckiego albumu Aguilery (wszystkie uplasowały się w Top 3 tej listy, trzy z nich zdobyły jej szczyt) – stanowiło słaby wynik. Mimo to, „Dirrty” okupywał ranking Hot 100 przez czterdzieści tygodni. Utwór nie był sukcesywny także pod kątem obecności w innych notowaniach Billboardu; w tychże najwyższe, czternaste miejsce odnotował na dwóch listach, Top 40 Mainstream i Hot 100 Airplay. Brak powodzenia w USA wiązany był w publikacją „Dirrty” nie na singlu CD, a na płytach gramofonowych (format 12" Winyl). Dodatkowo piosenka nie zyskała wyraźnej promocji radiowej. Na oficjalnej kanadyjskiej liście przebojów, jak i w notowaniu przebojów Meksyku, singel ulokował się na szczytnej pozycji #5. W Kanadzie, na Canadian Hot 100, debiutował z pozycji siódmej, by w czołowej dziesiątce spędzić w sumie trzy i pół miesiąca. W Ameryce Środkowo-Południowej singel okazał się sukcesem – zajął m.in. pozycje w Top 10 w notowaniach Argentyny, Chile, Kostaryki i Peru. Większą popularnością niż w USA „Dirrty” mógł pochwalić się także w Australii (miejsce #4 listy ARIA Top 50 Singles) i Nowej Zelandii (#20 na RIANZ Top 50 Singles Chart), lecz prawdziwym hitem stał się w Europie. Na UK Official Top 75 Singles Chart piosenka osiągnęła pozycję #1 dnia 23 listopada 2002 roku i spędziła na niej dwa tygodnie. W innych europejskich notowaniach odniosła podobne sukcesy, plasując się w Top 5 list przebojów Austrii, Belgii, Danii, Niemiec, Irlandii (miejsce #1), Hiszpanii, Holandii, Norwegii, Szkocji (miejsce #1), Szwajcarii, Turcji (miejsce #1) i Węgrzech oraz Top 10 na Łotwie, w Portugalii, Szwecji i we Włoszech. W Holandii „Dirrty” był szesnastym najlepiej sprzedającym się singlem roku 2002, a w Irlandii – dziewiętnastym. Wysokie pozycje „Dirrty” odnotowało również w zestawieniach azjatyckich (między innymi miejsce pierwsze w Indonezji, Izraelu, na Filipinach i w Zjednoczonych Emiratach Arabskich oraz miejsce drugie na Taiwanese Top 50 Singles Chart). Singlowa kompozycja odniosła natomiast porażkę we Francji, gdzie zdołała wspiąć się zaledwie na dziewięćdziesiąte ósme miejsce listy SNEP Top 100 Singles. Wyprzedano prawie dwa miliony czterysta tysięcy egzemplarzy singla na całym globie.

## Opinie
Nicole Hogsett, redaktorka serwisu internetowego Yahoo! Voices, przypisała singlowi pozycję drugą w rankingu dziesięciu najlepszych piosenek Christiny Aguilery. W podobnym zestawieniu portal PopCrush.com umieścił „Dirrty” na miejscu dziewiątym, argumentując: „Mimo iż Entertainment Weekly nazwał kawałek ‘zdesperowanym i ostrym’, ‘Dirrty’ zostało nominowane do nagrody w kategorii najlepsza współpraca wokalna – muzyka po na 45. gali Grammy Awards. My, po odsunięciu na bok krążących opinii, wciąż uważamy, że jest to jeden z najlepszych utworów w karierze Aguilery”. Christopher Rosa (thecelebritycafe.com) wskazał „Dirrty” jako drugą najlepszą piosenkę w dyskografii wokalistki. Pismo Q uwzględniło kompozycję na liście tysiąca jeden najlepszych piosenek wszech czasów. W 2002 „Dirrty” zostało uznane za jedno z najlepszych nagrań roku przez dziennikarzy czasopism The Village Voice, Face oraz Rockdelux. Według grupy redaktorów strony internetowej the-rockferry.onet.pl, „Dirrty” to jedna z czterdziestu najlepszych kompozycji nagranych przez Aguilerę w latach 1997–2010. W sierpniu 2014 roku Jason Lipshutz, redaktor magazynu Billboard, wskazał singel jako jeden z dwudziestu największych hitów Aguilery w Stanach Zjednoczonych. Christopher Rosa (Glamour) okrzyknął „Dirrty” jako nagranie, które „zdefiniowało okołomilenijny pop”. Witryna Freaky Trigger sklasyfikowała „Dirrty” jako jedną z najlepszych piosenek w historii muzyki.

### Recenzje
Piosenka odniosła umiarkowany sukces artystyczny, spotykając się wśród krytyków muzycznych zarówno z recenzjami korzystnymi, jak i negatywnymi. Stephen Thomas Erlewine, współpracujący z portalem internetowym AllMusic, określił „Dirrty” mianem „nie-piosenki” oraz stwierdził, że kompozycja ta – w odróżnieniu od poprzednich nagranych przez Aguilerę – epatuje słuchacza „wąskim zakresem wokalnym”. Magazyn Entertainment Weekly przyznał utworowi ocenę „D–” (w odwołaniu do skali szkolnej, A–E); recenzent Craig Seymour uznał wokale Aguilery za „zdesperowane i zbyt ostre”, a ogół utworu podsumował jako „nieudaną próbę osiągnięcia ulicznej wiarygodności”. W opozycji do omówień nieprzychylnych, pozytywne recenzje wydali dziennikarze czasopism The Guardian i Slant Magazine; pierwszy z żurnalistów określił utwór jako „majestatycznie plugawy”, drugi zaś bezsprzecznie przypisał „Dirrty” honorowy tytuł „najbardziej satysfakcjonującej piosenki z albumu Stripped”. Z jeszcze większym entuzjazmem utwór przyjął Todd Burns z witryny Stylus Magazine, nazywając go najlepszym singlem roku 2002, a także doceniając jego stronę instrumentalno-produkcyjną (między innymi efektywne zastosowanie overdubbingu). Finalnie wielu krytyków wypowiadających się na temat utworu „Dirrty” doceniało samą Aguilerę, która poprzez realizację tego nagrania gruntownie zmieniła swój image oraz udowodniła, że jest artystką kreatywną i oryginalną.
Katie Hawthorne (The Guardian) podsumowała „Dirrty” jako „najgorętszy hit parkietowy, jaki kiedykolwiek powstał”. W omówieniu dla dziennika The Daily Telegraph Adam White stwierdził, że „Dirrty” stoi w absolutnej opozycji do innych nagrań z albumu Stripped, ale dodał, że jest to najważniejsza piosenka na płycie. „To absurdalnie ‘brudny’, napędzany alkoholem banger o nietypowym brzmieniu”, pisał White.

## Teledysk
Wideoklip do utworu wyreżyserował David LaChapelle w dniach 8–9 września 2002 roku. Na produkcję wydano około pięć milionów dolarów. Autorem choreografii jest Jeri Slaughter. Do pracy nad klipem zaangażowano kilkudziesięciu tancerzy i statystów, wyłonionych z grona ponad stu ochotników. Castingi odbyły się w studio tańca Millennium Dance Complex w North Hollywood; uczestniczyła w nich Aguilera. Jednym z uczestników castingu był Jorge Santos, były partner wokalistki. Tuż przed premierą uznano, iż teledysk jest zbyt „odważny” i zawiera nieodpowiednie sceny, więc ocenzurowano go. Jego oficjalna wersja, również śmiała, zdefiniowała nowy wizerunek artystki, zmieniając go ze skromnego i niewinnego na wyzwolony. Ostatecznie wideoklip zdobył w 2003 roku cztery nominacje do MTV Video Music Awards – w kategoriach najlepszy teledysk żeńskiego artysty, najlepsza choreografia, najlepszy teledysk pop i najlepszy teledysk dance. Był też wyróżniany na innych galach, uzyskując nagrody i nominacje.
Kontrowersyjny klip do singla „Dirrty” określono mianem „postapokaliptycznej orgii”. Akcja teledysku rozgrywa się w nocnym klubie, a jego bohaterami są roznegliżowani tancerze. Również Aguilera jest skąpo ubrana – ma na sobie kusy stanik i skórzane spodnie z wyciętą z tyłu na pośladki dziurą. Wokalistka i tancerze tańczą między innymi na ringu bokserskim (Aguilera walczy na nim z zamaskowaną kobietą) oraz w zdewastowanej toalecie, gdzie żeńskie bohaterki polewane są strugami wody tryskającej z dziurawych rur. Emanujący seksem wideoklip wzbudził skrajne emocje, między innymi z powodu zawartych motywów męskiej masturbacji oraz odwołań do specyficznych fetyszy – sthenolagnii, błotnego wrestlingu czy urofilii. Teledysk zyskał miano obrazoburczego. Po jego obejrzeniu swoją dezaprobatę wyraziła między innymi Linda Perry. Dwa tygodnie po premierze wideoklipu jego parodia w programie rozrywkowym telewizji NBC Saturday Night Live podjęła się aktorka Sarah Michelle Gellar. W programie Gellar, wcielając się w rolę Aguilery opowiadającej o swoim nowym teledysku, zasłynęła kontrowersyjną wypowiedzią: „Gdy ludzie zobaczą ten klip, przestaną myśleć o mnie jako o blondwłosej, bubblegum-popowej zdzirze z branży muzycznej i zaczną postrzegać mnie, jak prawdziwą zdzirę.” Aguilera skomentowała wkrótce parodię, uznając ją za rozczarowującą, a także stwierdziła, że „mogłaby obmyślić zabawniejszy skrypt dla skeczu”. W Tajlandii skrajne emocje wzbudziły tajskojęzyczne postery widoczne w tle teledysku – zachwalały one to państwo jako raj dla turystyki seksualnej. Reżyser utrzymywał, że nie miał pojęcia o istnieniu tychże w swoim wideoklipie. Emisja klipu została zabroniona w tajlandzkiej telewizji. Teledysk wylansował popularny ruch taneczny, znany pod nazwą slutdrop.

### Spuścizna
Klip osiągnął wielką popularność na całym świecie, między innymi w muzycznych stacjach telewizyjnych. 2 października 2002 roku wszedł na listę Total Request Live – notowanie dziesięciu najpopularniejszych klipów dnia stacji MTV. Na liście spędził ogółem czterdzieści cztery dni, połowę z czego – na jej szczycie. Twórcy TRL wskazali „Dirrty” jako czwarty najlepszy teledysk pokolenia MTV i włączyli go do tak zwanej „TRL Hall of Fame”, hołdującej wybitne widea. W 2010 teledysk zajął pozycje #69 na liście „100 najlepszych wideoklipów wszech czasów” kanadyjskiej stacji muzycznej MuchMore oraz #40 w zestawieniu „50 najbardziej pamiętnych klipów minionej dekady (2000–'10)” również kanadyjskiej telewizji MuchMusic. Slant Magazine uznał „Dirrty” za jeden z najlepszych teledysków w historii muzyki. Brytyjski dziennik The Sun umieścił klip w zestawieniu „dwunastu najbardziej sprośnych teledysków wszech czasów”, pisząc: „Pomimo swojej złej sławy, ‘Dirrty’ przyniósł Aguilerze powszechną popularność oraz pomógł jej stać się znakomicie sprzedającą się divą popu na długie lata”. „Dirrty” często wpisywany jest na listy najseksowniejszych i najbardziej wyzywających klipów muzycznych. W tego typu rankingach został umieszczony przez: stację telewizyjną Fuse, strony internetowe HollyScoop.com, Heavy.com i WhatCulture.com oraz pismo For Him Magazine (FHM), którego czytelnicy, w ogólnoświatowym głosowaniu, wybrali wideo Aguilery najbardziej seksownym teledyskiem. W zorganizowanym w 2013 przez telewizję VH1 rankingu najbardziej skandalizujących klipów wszech czasów „Dirrty” umieszczono na drugim miejscu, tuż za singlowym „Hooked on a Feeling” aktora i muzyka Davida Hasselhoffa. Dziennikarze związani z telewizją VIVA Polska choreografię wykorzystaną w teledysku „Dirrty” uznali za jedną z najlepszych, jakie kiedykolwiek opracowano.

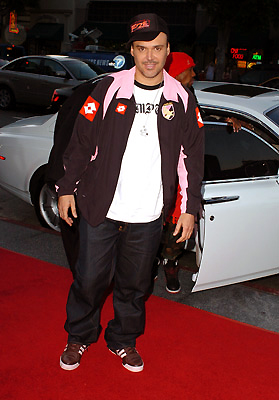
Reżyser teledysku, David LaChapelle (na zdj. w 2005).

Reprezentanci przemysłu rozrywkowego chwalą klip jako pamiętny i przełomowy. „Dirrty” spotkał się z publiczną afirmacją ze strony piosenkarek Kelly Clarkson, Taylor Momsen i Miley Cyrus oraz aktorów jak Samara Weaving czy Ray Nicholson. Issy Beech (i-d.vice.com) wierzyła, że teledysk zmienił pogląd na kobiecą seksualność w branży muzycznej, a jego erotyczna wymowa zainspirowała wizerunek artystek, jak Nicki Minaj czy Miley Cyrus. Choreografia z widea często wykonywana jest przez hollywoodzkich instruktorów tanecznych. Modelka Crystal Renn wspomniała o klipie w swojej książce Hungry (2009). Pisała o sile, jaką przejawia w nim Aguilera, o „kontroli nad mężczyznami” i seksualnej ekspresji. Wyznała, że to za sprawą teledysku chciała „zdobyć władzę nad swoim ciałem”.
Dziennikarze polskiego Vogue’a uznali wideoklip za jeden z najbardziej kultowych dla współczesnej muzyki rozrywkowej: „brud ulega tu estetyzacji, zmysłowość ociera się o kicz, feminizm staje się popowy”.

### Współtwórcy
- Reżyseria: David LaChapelle[40][41]
- Producent: Coleen Haynes[78]
- Montaż: Spencer Susser[78]
- Koloryzacja klipu: Dave Hussey[40]
- Scenografia: Laura Fox[79]
- Kostiumy: Trish Summerville[40]
- Choreografia: Jeri Slaughter[43][41]
- Tancerze: Gil Duldulao, Tiana Brown Gandelman, Clifford McGhee, Gilbert Saldivar, Jorge Santos, Telisha Shaw, Monique Slaughter, Bethany Strong, Erin Yvonne[41], Cesar Garcia[80]
- Makijaż: Troy Jensen, Sharon Gault[79]
- Stylizacja fryzury: Peter Savac, Rob Talty[79]
- Best boy: Doug Ednie[43]

## Promocja i wykonania koncertowe

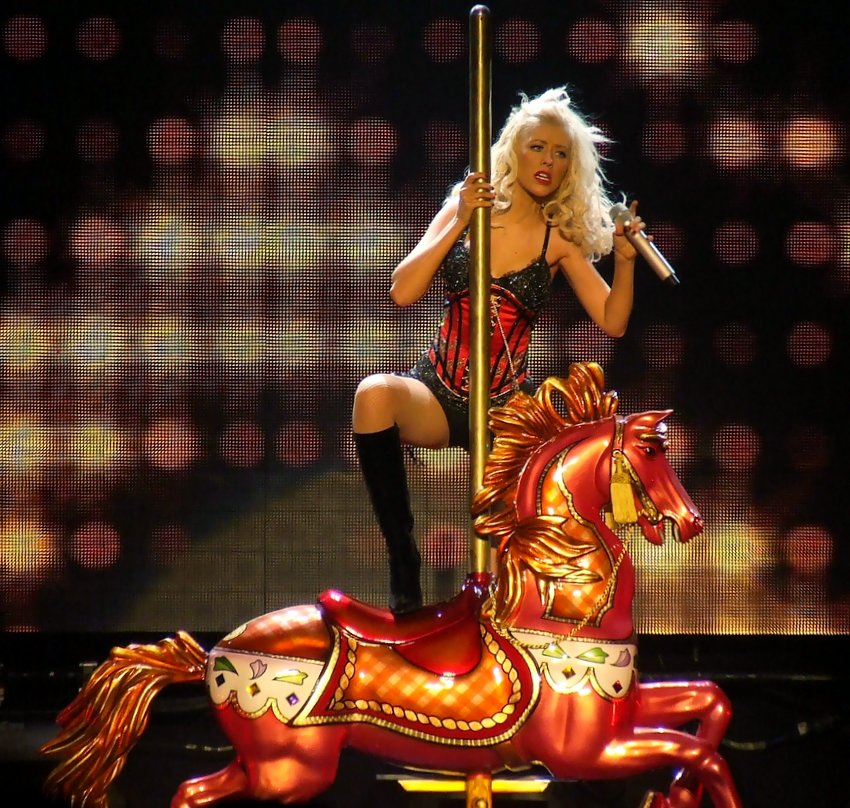
Christina Aguilera wykonuje utwór „Dirrty” podczas trasy koncertowej Back to Basics Tour.

### Promocja medialna
Gdy 28 października 2002 roku ruszyła medialna promocja albumu Stripped, Christina Aguilera gościła w studio chicagowskiej radiostacji B96 96.3 FM. Przedstawiła wówczas słuchaczom cztery piosenki z płyty: „Dirrty”, „Impossible”, „Beautiful” i „Get Mine, Get Yours”. W listopadzie 2002 roku Aguilera zaprezentowała utwór na gali MTV Europe Music Awards w Barcelonie. Miała na sobie ubrane spodnie bez „siedzenia”, podobnie jak w klipie, a na scenę wjechała na motorze. Kolejną okazją do zaprezentowania singla był zajestrowany w Nowym Jorku koncert, który w telewizyjnym dokumencie Stripped in NYC wielokrotnie emitowało później MTV. Sierpniem 2003 artystka wystąpiła podczas ceremonii MTV Video Music Awards, na której klip do singla pretendował do czterech nagród. Miał też miejsce jej występ na kolejno rocznej gali MTV Europe Music Awards. Pojawienie się na scenie Christiny było wydarzeniem obu tych gal, podobnie jak w przypadku MTV EMA '02.
W połowie grudnia 2002 roku Aguilera wystąpiła w programie libańskiej telewizji LBC The Pepsi Chart, promując w nim singel. Pod koniec lutego 2003 artystka pojawiła się między innymi w towarzystwie Method Mana i Redmana na koncercie MTV Mardi Gras 2003; zaśpiewała medley trzech piosenek: „Dirrty”, „Fighter” i „Infatuation”. Utwór „Dirrty” Aguilera wykonała także w trakcie mniej hucznych imprez muzycznych – Top of the Pops produkcji BBC w listopadzie 2002, japońskiej Pop Jam w roku 2002, gali Wango Tango 2003 w maju 2003 w Południowej Kalifornii oraz MTV Xelibri Launch Party 2003 w Los Angeles.

### Późniejsze występy
Piosenka jest stałym elementem tras koncertowych Aguilery. Artystka występowała z „Dirrty” podczas tras Justified and Stripped Tour po USA i Kanadzie (czerwiec–wrzesień 2003) oraz Stripped World Tour po Europie, Japonii i Australii (wrzesień–grudzień 2003). Od listopada 2006 do lipca 2007 Christina koncertowała z utworem w tournée po Europie, Ameryce Północnej, Azji i Australii podczas Back to Basics Tour. „Dirrty” był elementem segmentu trasy Circus oraz wykonywany był w widowiskowej, erotycznej i cyrkowej wersji. W trakcie tego koncertu w utwór wpleciono ponadto elementy dwóch kompozycji: „Cell Block Tango” z broadwayowskiego musicalu Boba Fosse Chicago oraz klasyczny marsz „Wejście gladiatorów” autorstwa Juliusa Fučíka.
23 listopada 2008 w Los Angeles, podczas gali '08 American Music Awards, Aguilera wykonała medley sześciu swych największych hitów, w grupie których znajdowały się ówcześnie promowany singel „Keeps Gettin' Better” oraz „Dirrty”. 22 lipca 2011 odbył się koncert przygotowany specjalnie dla firmy Microsoft. Aguilera była jednym z gości muzycznych, a na scenie zaśpiewała między innymi „Dirrty”. Pod koniec września 2013 wokalistka zagrała koncert w Waszyngtonie. Podczas imprezy wystąpiła między innymi z piosenkami „Dirrty”, „Let There Be Love” i „Moves Like Jagger”. 31 grudnia tego roku artystka dała prywatny, sylwestrowy koncert w Moskwie. Na setlistę złożyło się czternaście utworów, wśród nich „Dirrty”. Piosenkarka miała wystąpić z utworem podczas festiwalu muzycznego Twin Towers Alive w Petronas Towers w Kuala Lumpurze dnia 28 marca 2014. Koncert został odwołany z powodu katastrofy lotu Malaysia Airlines 370. Mimo to, zorganizowano występ artystki przed prywatną publicznością. 2 maja 2014 Aguilera wykonała utwór w trakcie New Orleans Jazz & Heritage Festival. 27 lipca 2015 wokalistka dała koncert podczas prywatnej imprezy Cisco Rocks, organizowanej przez firmę Cisco Systems. Przed publicznością wykonała między innymi „Dirrty”. 28 maja 2016 występ artystki przed dwustutysięczną widownią zamknął marokański festiwal muzyczny Mawazine. Wśród dwudziestu odśpiewanych przez Aguilerę piosenek znalazła się „Dirrty”. Dwa miesiące później, 30 lipca, Aguilera zaśpiewała utwór na koncercie inaugurującym otwarcie hali widowiskowej Black Sea Arena w Gruzji, a w grudniu – na gali wręczenia Rosyjskich Nagród Muzycznych.
Piosenka wykonywana była podczas trasy koncertowej The Liberation Tour (2018), a wkrótce później wpisano ją na setlistę rezydentury The Xperience (2019). Latem 2019 roku Aguilera ruszyła w europejską trasę The X Tour: set koncertowy obejmował między innymi utwór „Dirrty”.
15 września 2019 artystka pojawiła się na Londyńskim Tygodniu Mody, gdzie wykonała między innymi „Dirrty”.

## Nagrody i wyróżnienia
| Rok  | Ceremonia                          | Nagroda                                                                       | Rezultat         |
| ---- | ---------------------------------- | ----------------------------------------------------------------------------- | ---------------- |
| 2002 | GAFFA-Prisen Awards                | najlepszy teledysk zagranicznego artysty                                      | Nominacja        |
| 2002 | Cyprus Music Academy Awards        | najlepszy występ na żywo (wykonanie „Dirrty” na MTV Europe Music Awards 2002) | Nominacja        |
| 2002 | Mnet Asian Music Awards            | najlepszy artysta międzynarodowy (za singel "Dirrty")                         | Nominacja        |
| 2003 | Grammy Awards                      | najlepsza współpraca wokalna – muzyka pop                                     | Nominacja        |
| 2003 | MOBO Awards                        | najlepszy teledysk                                                            | Wygrana          |
| 2003 | MVPA Video Awards                  | najlepsza teledyskowa stylizacja artysty                                      | Wygrana          |
| 2003 | MVPA Video Awards                  | najlepsza charakteryzacja w teledysku                                         | Wygrana          |
| 2003 | Q Awards                           | najlepszy utwór muzyczny                                                      | Wygrana          |
| 2003 | Q Awards                           | najlepszy teledysk                                                            | Nominacja        |
| 2003 | Teen People Readers’ Choice Awards | najlepszy utwór taneczny                                                      | Wygrana          |
| 2003 | MTV Video Music Awards             | najlepszy teledysk żeńskiego artysty                                          | Nominacja        |
| 2003 | MTV Video Music Awards             | najlepszy teledysk dance                                                      | Nominacja        |
| 2003 | MTV Video Music Awards             | najlepszy teledysk pop                                                        | Nominacja        |
| 2003 | MTV Video Music Awards             | najlepsza choreografia do teledysku                                           | Nominacja        |
| 2003 | BM Awards – BAMBI’S                | najlepszy utwór pop                                                           | Nominacja        |
| 2003 | BM Awards – BAMBI’S                | najlepsza wokalna kolaboracja pop                                             | Nominacja        |
| 2003 | BM Awards – BAMBI’S                | najlepsza choreografia do teledysku                                           | Nominacja        |
| 2003 | Cyprus Music Academy Awards        | najlepszy występ grupowy lub kolaboracja                                      | Nominacja        |
| 2003 | MTV Video Music Brazil Awards      | najlepszy teledysk międzynarodowego artysty                                   | Nominacja        |
| 2005 | TRL Awards                         | TRL Hall of Fame (nagroda hołdująca wybitne teledyski)                        | Wygrana          |
| 2008 | TRL Awards                         | najbardziej ikoniczny teledysk                                                | Wygrana (V m-ce) |

## Listy utworów i formaty singla[118]
| Amerykański 12" Winyl 1. „Dirrty” – 4:58 2. „Dirrty” (No Rap Edit) – 4:01 3. „Dirrty” (Instrumental) – 3:58 Amerykański/europejski CD maxi singel 1. „Dirrty” (No Rap Edit) – 4:01 2. „I Will Be” – 4:12 3. „Dirrty” – 4:58 4. „Dirrty” (wideoklip) – 4:49 Amerykański CD maxi singel #2 1. „Dirrty” – 5:00 2. „Dirrty” (No Rap Edit) – 4:01 3. „Dirrty” (Intro/Rap Edit) – 4:35 | Brytyjski singel CD 1. „Dirrty” (Radio Version) – 4:00 2. „Dirrty” (Full Length Version) – 4:58 3. „I Will Be” – 4:12 4. „Dirrty” (wideoklip) – 4:49 Kanadyjski singel CD 1. „Dirrty” – 4:58 2. „I Will Be” – 4:12 Australijski singel CD 1. „Dirrty” (No Rap Edit) – 4:01 2. „I Will Be” – 4:12 3. „Dirrty” (Full Length Version) – 4:58 |

## Remiksy utworu

### Oficjalne
- „Dirrty (MaUVe Main Mix)” (8:11) – znany także jako „Dirrty (MaUVe Vocal Mix)”
- „Dirrty (MaUVe Dub)”
- „Dirrty (MaUVe Radio Mix)”
- „Dirrty (Tracy Young Club Mix)” (8:39)
- „Dirrty (Tracy Young Radio Mix)” (4:05)
- „Dirrty (Sleaze Sisters Anthem Mix)”
- „Dirrty (Sleaze Sisters Radio Edit)”
- „Dirrty (George Moniev Remix)”

### Nieoficjalne
- „Dirrty (Coco Snatch Club Mix)”
- „Dirrty (Jensen’s Rowdy Anthem Mix)”
- „Dirrty Magic (Go Home Productions)”
- „Dirrty/I’m a Slave 4 U (Dance Remix)” (featuring Britney Spears)
- „Upside Down And Dirrty”

## Twórcy
- Główne wokale: Christina Aguilera
- Producent: Dana” Rockwilder” Stinson, Christina Aguilera
- Autor: Christina Aguilera, Dana „Rockwilder” Stinson, Balewa Muhammad, Reginald „Redman” Noble, Jasper Cameron
- Inżynier dźwięku: Oscar Ramirez, Wassim Zreik, Dylan „3-D” Dresdow
- Mixer: Dave „Hard Drive” Pensado
- Asystent mixera: Ethan Willoughby
- Wokale wspierające: Reginald „Redman” Noble

## Pozycje na listach przebojów
| Kraj/region                  | Notowanie (2002)              | Wydawca                         | Najwyższa pozycja |
| ---------------------------- | ----------------------------- | ------------------------------- | ----------------- |
| Argentyna                    | Top 100 Singles               | IFPI                            | 6                 |
| Australia                    | Top 100 Singles               | ARIA Charts                     | 4                 |
| Australia                    | Urban Singles Chart           | ARIA Charts                     | 1                 |
| Austria                      | Top 75 Singles                | Ö3 Austria Top 40               | 5                 |
| Belgia (Flandria)            | Ultratop 50                   | Ultratop                        | 4                 |
| Belgia (Region Waloński)     | Ultratop 40                   | Ultratop                        | 8                 |
| Brazylia                     | Top 100 Singles               | Billboard Brasil                | 25                |
| Chile                        | Top 100 Singles               | Nielsen Chile/IDERE/Monitec     | 4                 |
| Dania                        | Top 40 Singles                | Tracklisten                     | 4                 |
| Europa                       | Hot 100 Singles               | Billboard                       | 2                 |
| Filipiny                     | Official Singles Chart        | PARI                            | 1                 |
| Finlandia                    | Top 20 Singles                | ÄKT                             | 20                |
| Francja                      | Top 100 Singles               | SNEP                            | 98                |
| Grecja                       | Top 50 Singles                | ΕΕΠΗ                            | 24                |
| Hiszpania                    | Top 40 Airplay                | PROMUSICAE                      | 7                 |
| Hiszpania                    | Top 50 Singles                | PROMUSICAE                      | 3                 |
| Holandia                     | Dutch Top 40                  | MegaCharts                      | 2                 |
| Holandia                     | Mega Single Top 100           | MegaCharts                      | 2                 |
| Indonezja                    | Official Singles Chart        | LIMA                            | 1                 |
| Irlandia                     | Top 50 Singles                | IRMA                            | 1                 |
| Islandia                     | Top 20 Singles                | Íslenski Listinn                | 16                |
| Izrael                       | Official Singles Chart        | IFPI                            | 1                 |
| Japonia                      | Top 100 Singles               | Oricon                          | 16                |
| Kanada                       | Top 200 Singles               | Nielsen SoundScan               | 5                 |
| Kostaryka                    | Top 40 Singles                | IFPI                            | 1                 |
| Łotwa                        | Top 50 Airplay                | IFPI                            | 7                 |
| Meksyk                       | Official Singles Chart        | IFPI                            | 5                 |
| Niemcy                       | Deutsche Black Chart          | Deutsche Trend Charts           | 6                 |
| Niemcy                       | Top 100 Singles               | Media Control Charts            | 4                 |
| Norwegia                     | Top 20 Singles                | VG-lista                        | 3                 |
| Nowa Zelandia                | Top 40 Singles                | RIANZ                           | 20                |
| Peru                         | Top 100 Singles               | IFPI                            | 1                 |
| Polska                       | Top 30 Airplay                | ZPAV                            | 18                |
| Portugalia                   | Top 50 Singles                | AFP                             | 7                 |
| Republika Południowej Afryki | Top 100 Singles               | RISA                            | 5                 |
| Stany Zjednoczone            | ARC Weekly Top 40             | ARC                             | 11                |
| Stany Zjednoczone            | Billboard Hot 100             | Billboard                       | 48                |
| Stany Zjednoczone            | Billboard Hot 100 Airplay     | Billboard                       | 14                |
| Stany Zjednoczone            | Rhythmic Top 40               | Billboard                       | 20                |
| Stany Zjednoczone            | Top 40 Mainstream (Pop Songs) | Billboard                       | 14                |
| Stany Zjednoczone            | Top 40 Tracks                 | Billboard                       | 22                |
| Szkocja                      | Top 75 Singles                | OCC                             | 1                 |
| Szwajcaria                   | Top 100 Singles               | Schweizer Hitparade             | 3                 |
| Szwecja                      | Top 60 Singles                | Sverigetopplistan               | 6                 |
| Świat                        | United World Chart            | Media Traffic                   | 5                 |
| Świat                        | World Chart Show              | High Energy Radio/Radio Express | 1                 |
| Tajwan                       | Top 50 Singles                | RIT                             | 2                 |
| Tokio                        | Hot 100 Singles               | J-Wave                          | 16                |
| Turcja                       | Official Singles Chart        | IFPI                            | 1                 |
| Wenezuela                    | Official Singles Chart        | Record Report/IFPI              | 1                 |
| Węgry                        | Top 10 Singles                | MAHASZ                          | 5                 |
| Wielka Brytania              | UK R&B Chart                  | OCC                             | 1                 |
| Wielka Brytania              | UK Singles Chart              | OCC                             | 1                 |
| Włochy                       | Top 50 Singles                | FIMI                            | 8                 |
| Zjednoczone Emiraty Arabskie | Official Singles Chart        | IFPI                            | 1                 |

### Listy końcoworoczne
| Kraj/region       | Notowanie (2002)    | Wydawca             | Pozycja |
| ----------------- | ------------------- | ------------------- | ------- |
| Australia         | Top 100 Singles     | ARIA Charts         | 33      |
| Australia         | Urban Singles Chart | ARIA Charts         | 12      |
| Austria           | Top 75 Singles      | Ö3 Austria Top 40   | 65      |
| Belgia (Flandria) | Ultratop 50         | Ultratop            | 33      |
| Holandia          | Mega Single Top 100 | MegaCharts          | 16      |
| Irlandia          | Top 50 Singles      | IRMA                | 19      |
| Szwajcaria        | Top 100 Singles     | Schweizer Hitparade | 22      |
| Wielka Brytania   | UK Singles Chart    | OCC                 | 30      |
| Włochy            | Top 50 Singles      | FIMI                | 32      |
| Kraj              | Notowanie (2003)    | Wydawca             | Pozycja |
| Austria           | Top 75 Singles      | Ö3 Austria Top 40   | 58      |
| Holandia          | Mega Single Top 100 | MegaCharts          | 53      |

### Listy dekadowe
| Kraj   | Notowanie (2000−2009) | Wydawca              | Pozycja |
| ------ | --------------------- | -------------------- | ------- |
| Niemcy | Top 100 Singles       | Media Control Charts | 153     |

## Sprzedaż i certyfikaty
| Kraj            | Wydawca | Certyfikat | Sprzedaż |
| --------------- | ------- | ---------- | -------- |
| Australia       | ARIA    | platyna    | 70,000+  |
| Belgia          | IFPI    | złoto      | 25,000+  |
| Dania           | IFPI    | złoto      | 5,000+   |
| Holandia        | NVPI    | złoto      | 40,000+  |
| Norwegia        | IFPI    | platyna    | 10,000+  |
| Nowa Zelandia   | RIANZ   | złoto      | 5,000+   |
| Szwajcaria      | IFPI    | złoto      | 20,000+  |
| Szwecja         | IFPI    | platyna    | 30,000+  |
| Wielka Brytania | BPI     | platyna    | 593,000+ |

| Kraj            | Wydawca | Sprzedaż    |
| --------------- | ------- | ----------- |
| Wielka Brytania | BPI     | 30,600,000+ |

## Historia wydania
| Region            | Data                 | Format               | Wytwórnia             | Katalog      |
| ----------------- | -------------------- | -------------------- | --------------------- | ------------ |
| Dania             | 14 września 2002     | airplay              | BMG, RCA Records      | –            |
| Stany Zjednoczone | 16 września 2002     | 12" Winyl            | BMG, RCA Records      | 07863606171  |
| Chorwacja         | 28 września 2002     | airplay              | BMG, RCA Records      | –            |
| Francja           | 28 września 2002     | airplay              | BMG, RCA Records      | –            |
| Niemcy            | 14 października 2002 | singel CD, 12" Winyl | BMG, RCA Records      | B00006J9RF   |
| Francja           | 18 października 2002 | singel CD            | BMG, RCA Records      | B00008LMRZ   |
| Europa            | listopad 2002        | singel CD            | BMG, RCA Records      | 74321962712  |
| Wielka Brytania   | 11 listopada 2002    | singel CD            | BMG, RCA Records      | B00006J9RF   |
| Australia         | jesień 2002          | singel CD            | BMG Music (Australia) | 74321976352  |
| Kanada            | jesień 2002          | singel CD            | RCA Records           | 7432196836-2 |